# Juan Luis Fraile
La ganadería de Juan Luis Fraile (oficialmente denominada D. Juan Luis Fraile y Martín) es una ganadería española de reses bravas, fundada en el año 1920 por Graciliano Pérez-Tabernero Sanchón. Es una parte que le correspondió de su padre Fernando Pérez Tabernero tras su muerte, y que a mediados del siglo XX vendieron sus hijos a los hermanos Juan Luis y Moisés Fraile Martín, lidiando desde 1973 con el nombre de Juan Luis. Pasta en diversas fincas de la provincia de Salamanca: “Cojos de Robliza” (la principal), “Monte Abajo” y “San Lorenzo”, situadas en los municipios de Robliza de Cojos, Villalba de los Llanos y Tabera de Abajo. La ganadería está actualmente inscrita en la Unión de Criadores de Toros de Lidia.
El hierro es el mismo que formó Fernando Pérez Tabernero a finales del siglo XIX y que después pasó a su hijo Graciliano, manteniéndolo la familia Fraile hasta el día de hoy.

## Origen «Veragua»
En 1884 el ganadero salmantino Fernando Pérez Tabernero formó una ganadería con 25 vacas y tres sementales del Duque de Veragua y un eral de Miura (Cabrera) y en años sucesivos hizo más compras al propio duque. Aunque no llegó a destacar con sus toros en el panorama taurino, Fernando fue uno de los fundadores de la Unión de Criadores de Toros de Lidia en 1905. Tras su muerte en 1909, repartió la ganadería entre sus hijos Graciliano, Argimiro, Antonio y Alipio Pérez-Tabernero Sanchón. Además de su parte correspondiente, Graciliano Pérez-Tabernero heredó también el hierro paterno, aunque en 1920 se decantó por el Encaste Santa Coloma creando la línea de Graciliano dentro del encaste.

## Historia de la ganadería
En 1920 Graciliano Pérez-Tabernero Sanchón compró reses al Conde de Santa Coloma y eliminó todo el ganado procedente de su padre. Gracias a los frutos del semental Mesonero, Graciliano empezó a conseguir resultados esperados y satisfactorios y a crear un toro que tuviera mucha más bravura, cosechando diversos triunfos en las plazas más destacadas de España. De sus toros, uno de los que sobresalieron fue Fandanguero; cobró fama tristemente por haber corneado de muerte a Francisco Vega de los Reyes “Gitanillo de Triana” en 1931. En 1949 Graciliano cedió la nueva ganadería a sus hijos Casimiro, Fernando, Graciliano y Guillermo, que lidiaron bajo el nombre de Hijos de Graciliano Pérez-Tabernero.
En 1956 murió Graciliano y su ganadería quedó dividida en cinco lotes; uno de ellos, con el viejo hierro de su padre Fernando Pérez Tabenero, le correspondió a su esposa Trinidad Nogales. A su muerte en 1962 pasó a Javier Sánchez Ferrero y luego a Germán Pimentel Gamazo y Matías Sanromán Fraile, que lidiaron como Jarales de Huelmos. En 1973 la ganadería pasó a propiedad de Juan Luis y Nicolás Fraile Martín. Para entonces tenían, junto a sus hermanos Lorenzo y Moisés, la ganadería del Puerto de San Lorenzo. Desde 1983 Juan Luis fue el único propietario de su nueva ganadería. A su muerte en 1999 pasó a sus hijos Juan Luis y Carolina Fraile Cascón, que lidian como JUAN LUIS FRAILE MARTÍN puro Santa Coloma-Graciliano, con el hierro primitivo de Fernando Pérez Tabernero.

### Toros célebres
| Nombre    | Número | Capa  | Peso   | Fecha de lidia | Plaza de toros | Torero         | Observaciones   | Ref.                       |
| --------- | ------ | ----- | ------ | -------------- | -------------- | -------------- | --------------- | -------------------------- |
| Sortijero | 9      | Negro | 530 kg | 15-08-2018     | Céret          | Octavio Chacón | Vuelta al ruedo | [ 9 ] [ 10 ] [ 11 ] [ 12 ] |

## Características
Las características que presentan los toros de Santa Coloma son el resultado de la unión de las reses de Ibarra y del Marqués de Saltillo. Atienden en sus características zootécnicas a las que recoge como propias de este encaste el Ministerio del Interior:
- Toros epilométricos, subcóncavos y brevilíneos. Son animales terciados, pero de conjunto armónico, de esqueleto y piel finos. En la cabeza resulta relevante, además de la concavidad del perfil fronto-nasal, el aspecto de los ojos, que son grandes y saltones. Pueden presentar el morro afilado con la cabeza alargada y estrecha de sienes, aunque lo más frecuente en que ésta sea más ancha de sienes con el morro ancho y chato.
- Las encornaduras no son muy desarrolladas. El cuello tiene una longitud media, la papada aparece muy poco marcada (degollados) y el morrillo no alcanza un grado de desarrollo muy acusado. El dorso y los lomos son rectos, la grupa redondeada, las extremidades de longitud media y la cola fina.
- Las pintas típicas son principalmente cárdenas y negras, dándose en menor medida tostadas y berrendas (en negro y en cárdeno). Las pintas castañas y coloradas aparecen de forma excepcional. Los accidentales más frecuentes son el entrepelado y aquellos en forma de manchas blancas (careto, lucero, estrellado, jirón, aldiblanco, bragado, meano, calcetero, coliblanco y rebarbo).

Los toros de Graciliano Pérez-Tabernero presentan la mayor influencia «ibarreña» de todo el encaste Santa Coloma. Tiene mayor desarrollo esquelético, mayor desarrollo de defensas y mayor predominio de pintas negras, siendo más raras las cárdenas. Los accidentales suelen limitarse a la presencia de entrepelado, bragado, meano, listón y rabicano.
La ganadería de Juan Luis Fraile está considerada como una de las ganaderías más duras y toristas del mapa taurino de España; es frecuente verla en las ferias taurinas del sur de Francia, sobre todo en la feria de Céret. Dada la dureza de los toros de la línea Graciliano que la componen, las reses de esta ganadería están consideradas como los Miuras del Campo Charro salmantino.